# Імперський граф

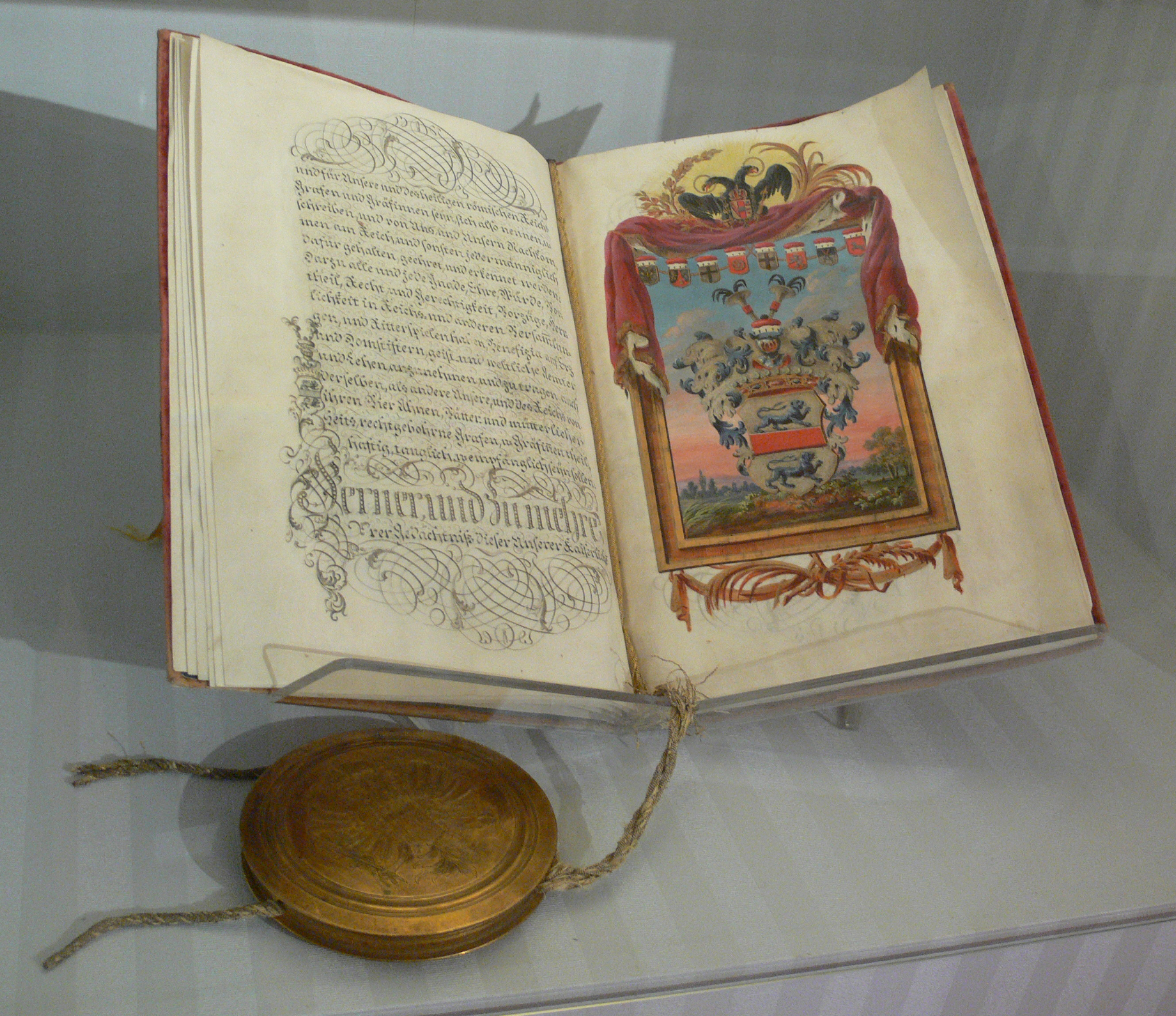
Диплом про надання титулу графа Священної Римської імперії та графського герба (1785)

Імпе́рський гра́ф (нім. Reichsgraf; фр. Comte d’Empire), або граф Свяще́нної Ри́мської імпе́рії (лат. comites Sacri Romani Imperii) — у XV — XIX ст. шляхетський титул у Священній Римській імперії. Один із імперських станів. У середньовіччі володар графства на території імперії, яке він отримував  від імператора як прямий феод (тимчасове землеволодіння для служби). З ранньої модерної доби — почесний спадковий або індивідуальний титул шляхтичу, який не володів графством, але вислужився перед імперією або імператором. Імперські графи були найчисельнішим імперським класом, утворюючи основну масу середньої німецької шляхти: якщо згідно імперського матрикулу 1521 року статус імперських графів мали 144 територіальних правителя, то до кінця XVIII століття їхня чисельність скоротилася до 99. У Рейхстазі імперські графи формували чотири групи за географічною ознакою: графи Вестфалії, Веттерау, Швабії і Франконії, кожна з яких мала по одному голосу в світській курії Ради імперських князів. Набагато значнішу роль імперські графи грали на рівні імперських округів: в органах управління округів кожен граф володів одним голосом, що зрівнювало їх в правах з набагато могутнішими імперськими князями. В результаті медіатизації 1806 року велика частина імперських графів втратила свій статус, перетворившись на аристократію німецьких князівств. Також — рейхсгра́ф, райхсгра́ф.